# François (Deux-Sèvres)
 François  es una población y comuna francesa, situada en la región de Poitou-Charentes, departamento de Deux-Sèvres, en el distrito de Niort y cantón de Saint-Maixent-l'École-1.

## Demografía
| 453 | 469 | 434 | 571 | 648 | 722 |
| Para los censos de 1962 a 1999 la población legal corresponde a la población sin duplicidades (Fuente: INSEE [Consultar]) |     |     |     |     |     |